# Theodor Estermann
Theodor Estermann (Neubrandenburg, 5 februari 1902 - Londen, 29 november 1991) was een Duits wiskundige, die vooral actief was op het gebied van de analytische getaltheorie.
In 1925 promoveerde hij bij Hans Rademacher. Onder zijn eigen promovendi waren Heini Halberstam, Klaus Roth en Robert Charles Vaughan.